# Alain de Cadenet

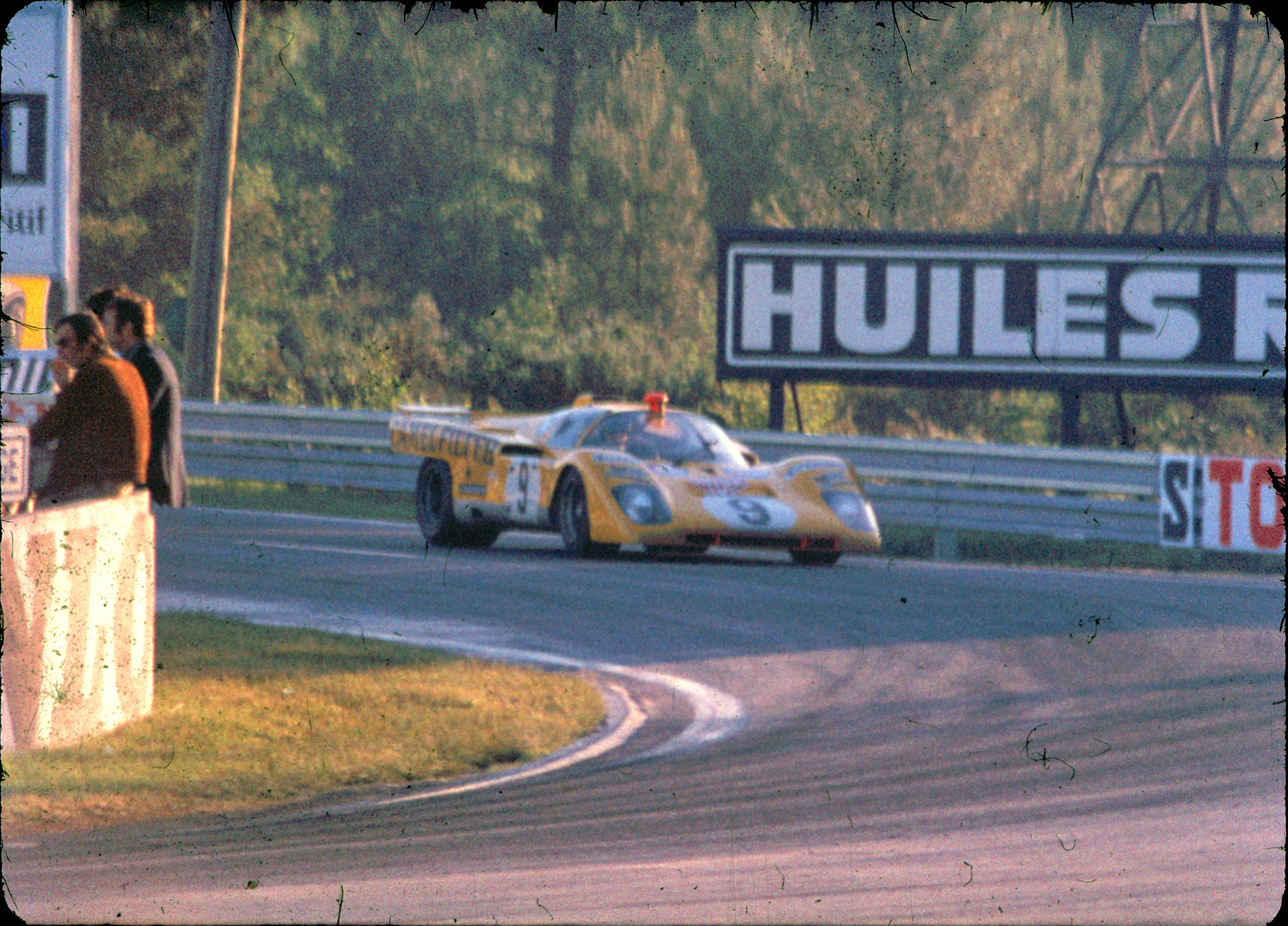
de Cadenet alla 24 ore di Le Mans 1972

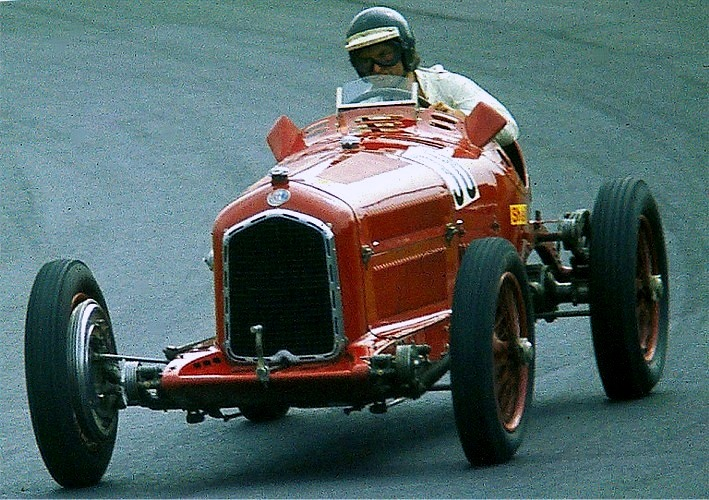
Alfa Romeo P3 guidata da de Cadenet

Alain de Cadenet (Londra, 27 novembre 1945 – 2 luglio 2022) è stato un pilota automobilistico e conduttore televisivo britannico, che ha preso parte a 15 edizioni della 24 Ore di Le Mans tra il 1971 e il 1986 alla Targa Florio 1970-1971.

## Biografia
Oltre che pilota, fu presentatore televisivo per i canali Speed Channel e ESPN. Durante la sua carriera aveva principalmente gareggiato in competizioni Endurance a bordo di vetture sportprototipo. 
Cadenet gareggiò anche con auto d'epoca, avendo posseduto numerosi esemplari, in particolare Alfa Romeo; collezionava inoltre motociclette e aerei, e gestiva un Supermarine Spitfire. Fu infine un'autorità sui francobolli di Giorgio V e fornì consigli alla Royal Mail sulla loro collezione.

## Vita privata
Si sposò due volte ed ebbe tre figli. Dal primo matrimonio nacquero un maschio e l'attrice Amanda de Cadenet.

## Palmarès
- 3° alla 24 Ore di Le Mans 1976[2]
- 1000 km di Monza nel 1980[3]
- 6 ore di Silverstone nel 1980[4]
- Carrera Panamericana 1990 su Jaguar